# Słomiany wdowiec
Słomiany wdowiec (ang. The Seven Year Itch) – komedia amerykańska z 1955 w reżyserii Billy’ego Wildera na podstawie sztuki George’a Axelroda.

## Obsada
- Marilyn Monroe jako dziewczyna
- Tom Ewell jako Richard Sherman
- Evelyn Keyes jako Helen Sherman
- Sonny Tufts jako Tom MacKenzie
- Marguerite Chapman jako panna Morris
- Victor Moore jako hydraulik

## Fabuła

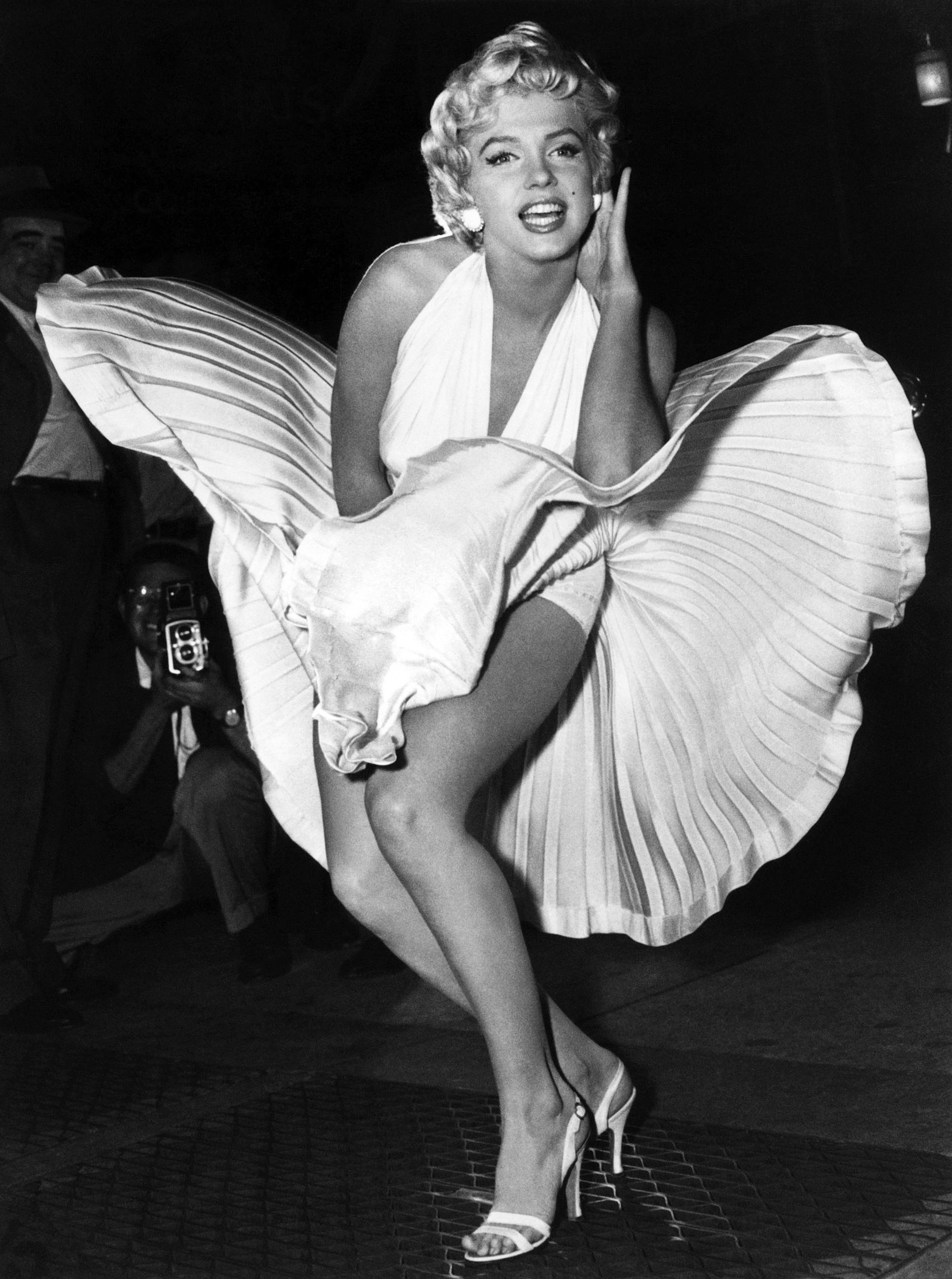
Scena „z metrem”

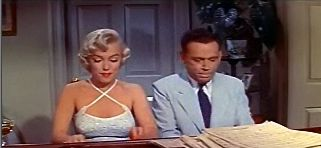
Marilyn Monroe i Tom Ewell w scenie z filmu

Richard Sherman zostaje w pustym mieszkaniu po tym, jak jego żona Helen po raz pierwszy od lat wyjeżdża sama z synem na wakacje. „Słomiany wdowiec” obiecuje oprzeć się wszelkim pokusom i dochować jej wierności, na drodze do spełnienia przyrzeczenia staje mu jednak nowa, piękna lokatorka. Ponadto zaczyna podejrzewać, że Helen ma romans ze swym przyjacielem powieściopisarzem.

## Rozpoznawalność
Film jest znany z kultowej sceny z podwiewaną podmuchem powietrza z kanału wentylacyjnego metra plisowaną sukienką w kolorze kości słoniowej głównej bohaterki granej przez Marilyn Monroe. Scena ta została nagrana w trakcie realizacji filmu 15 września 1954 w Nowym Jorku.